# Lista över Libanons presidenter
Detta är en lista över Libanons presidenter.
Före självständigheten
- Charles Debbas: 1 september 1926 – 2 januari 1934
- Privat-Antoine Aubouard (ställföreträdande): 2 januari – 30 januari 1934
- Habib Pacha Es-Saad: 30 januari 1934 – 20 januari 1936
- Emile Edde: 20 januari 1936 – 4 april 1941
- Pierre-Georges Arlabosse (ställföreträdande): 4 – 9 april 1941
- Alfred Georges Naqqache: 9 april 1941 – 18 mars 1943
- Ayub Thabit (ställföreträdande): 19 mars – 21 juli 1943
- Petro Trad: 22 juli – 30 september 1943

Efter självständigheten
- Bechara El Khoury: 21 september – 11 november 1943
- Emile Edde: 11 – 22 november 1943
- Bechara El Khoury: 22 november 1943 – 18 september 1952
- Fuad Chehab (ställföreträdande): 18 – 22 september 1952
- Camille Chamoun: 23 september 1952 – 22 september 1958
- Fuad Chehab: 23 september 1958 – 22 september 1964
- Charles Helou: 23 september 1964 – 22 september 1970
- Suleiman Frangieh: 23 september 1970 – 22 september 1976
- Elias Sarkis: 23 september 1976 – 22 augusti 1982
- Bachir Gemayel: 23 augusti 1982 – 14 september 1982
- Amine Gemayel: 23 september 1982 – 22 september 1988
  - Selim al-Hoss (ställföreträdande): 23 september 1988 – 5 november 1989
  - Michel Aoun (ställföreträdande; inte erkänd av omvärlden): 22 september  1988 - 13 oktober 1990
- René Moawad: 5 november – 22 november 1989
- Selim al-Hoss (ställföreträdande): 22 november – 24 november 1989
- Elias Hrawi: 24 november 1989 – 24 november 1998
- Émile Lahoud: 24 november 1998 – 23 november 2007
- Vakant: 24 november 2007 – 25 maj 2008
- Michel Suleiman: 25 maj 2008 – 25 maj 2014
- Tammam Salam (ställföreträdande): 25 maj 2014 – 31 oktober 2016
- Michel Aoun: 31 oktober 2016 – 31 oktober 2022
- Najib Mikati (ställföreträdande): 31 oktober 2022 – 9  januari 2025
- Joseph Aoun: 9 januari 2025 –